# 三節棍

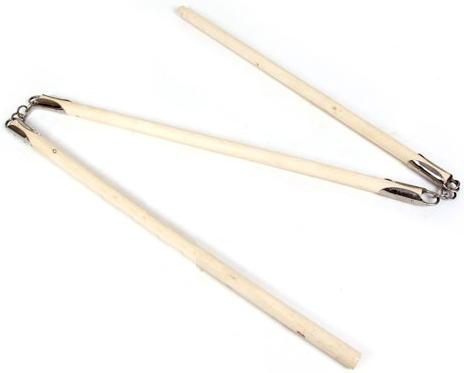
三節棍

三節棍（さんせつこん）は、長さ50～60cm、太さ4～5cmほどの3本の棒を、紐や鎖、金属の環などで一直線になるように連結した武器。複数の関節部分を持ち、振り回して敵を攻撃する、多節棍と呼ばれる武器の一種。
振り回して相手を殴打するという意味においてフレイルの一種ともいえる。
カンフー映画『少林寺三十六房』で使用されたことから有名になった。また、特撮、漫画、アニメーションなど、子供向けフィクション作品でも三節棍やそれをモチーフにした武器、また三節棍を扱うキャラクターが数多く登場するようになった。
現在でも、武器・武術マニアからの人気は高く、武具店などでも扱われることがあるが、扱いが非常に難しいため正式にその使い方を教える場所は少ない。
また、関節部分を接合することにより、一本の棒として使用出来る種類も存在する（一瞬で外せるボタン式、ねじ回しで接合する方式、紐を引くことで固定される方式など）が、接合部の強度などの問題もあり、棒として実戦で使用するには無理がある。